# 941 Murray
A 941 Murray (ideiglenes jelöléssel 1920 HV) a Naprendszer kisbolygóövében található aszteroida. Johann Palisa fedezte fel 1920. október 10-én, Bécsben.